# Dominic Stark
Dominic Pascal Stark (* 21. Januar 1982 in Binningen) ist ein ehemaliger Schweizer Basketballspieler.

## Werdegang
Stark spielte bis 2000 beim CVJM Birsfelden, hernach wechselte der 2,03 Meter grosse Flügelspieler zum BC Boncourt in die Nationalliga A. Das Spieljahr 2001/02 blieb sein einziges in Boncourt.
Er wurde Spieler der durch eine Zusammenlegung des BC Arlesheim und dem CVJM Birsfelden entstandenen Mannschaft Starwings Basket Regio Basel, für die er 2002/03 sowie 2004/05 und von 2006 bis 2008 auflief. Der Wurf und die Athletik waren die Stärken des Flügelspielers. Stark spielte in Basel teils an der Seite seines Bruders Daniel. Beide waren Schweizer Nationalspieler.